# 4DX
4DX là định dạng phim 4D phát triển bởi CJ 4DPlex, một công ty con của chuỗi rạp chiếu phim CJ CGV, cho phép bộ phim được tăng cường các hiệu ứng chuyển động thực tế bên ngoài, bao gồm ghế chuyển động, gió, ánh sáng nhấp nháy, tuyết mô phỏng và mùi hương. Được giới thiệu thương mại lần đầu vào năm 2009, 4DX có thể được kết hợp với cả định dạng 3D lẫn 2D truyền thống.
CJ đã được cấp phép thương mại hóa công nghệ này trên toàn cầu. Tính đến tháng 9 năm 2019, CJ 4DPlex đã vận hành tổng cộng 678 rạp chiếu 4DX tại 65 quốc gia qua việc làm đối tác với hơn 80 chuỗi rạp chiếu, bao gồm Wanda Cinemas, Cineworld, Regal Cinemas và Cinépolis. Công ty liên tục giữ tốc độ tăng trưởng bình quân hàng năm trên 50% từ năm 2013 tới năm 2018.

## Biến thể

### 4DX VR
Công nghệ 4DX đã được mở rộng cho thực tế ảo, hay còn gọi là 4DX VR, sử dụng một tập các ghế ngồi 4DX kết hợp với kính thực tế ảo VR. Sự kiện AAE 2017 và sau đó là IAAPA Attractions Expo 2017 đã giới thiệu một số phim sản xuất độc quyền cho công nghệ thực tế ảo, cũng như một vài phim ngắn, trailer phim và trò chơi.

### 4DX Screen
Công nghệ 4DX Screen (trước đây được gọi là 4DX với Screen-X) là sự kết hợp giữa công nghệ chiếu phim đa diện ScreenX và ghế chuyển động trong rạp chiếu phim. Công nghệ này được giới thiệu lần đầu vào năm 2018 và ra mắt tại sự kiện CinemaCon 2018.

## Thư viện

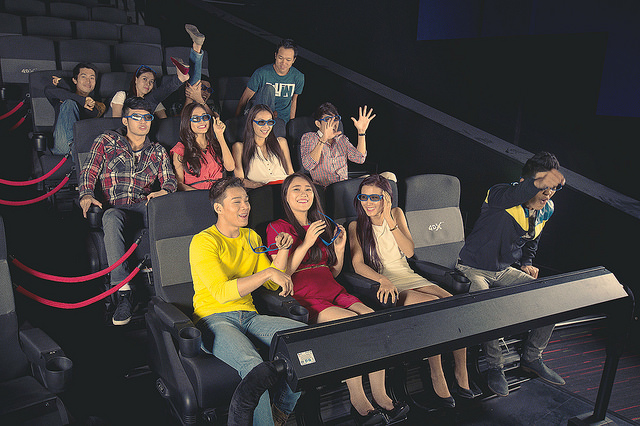
Rạp 4DX tại Việt Nam.
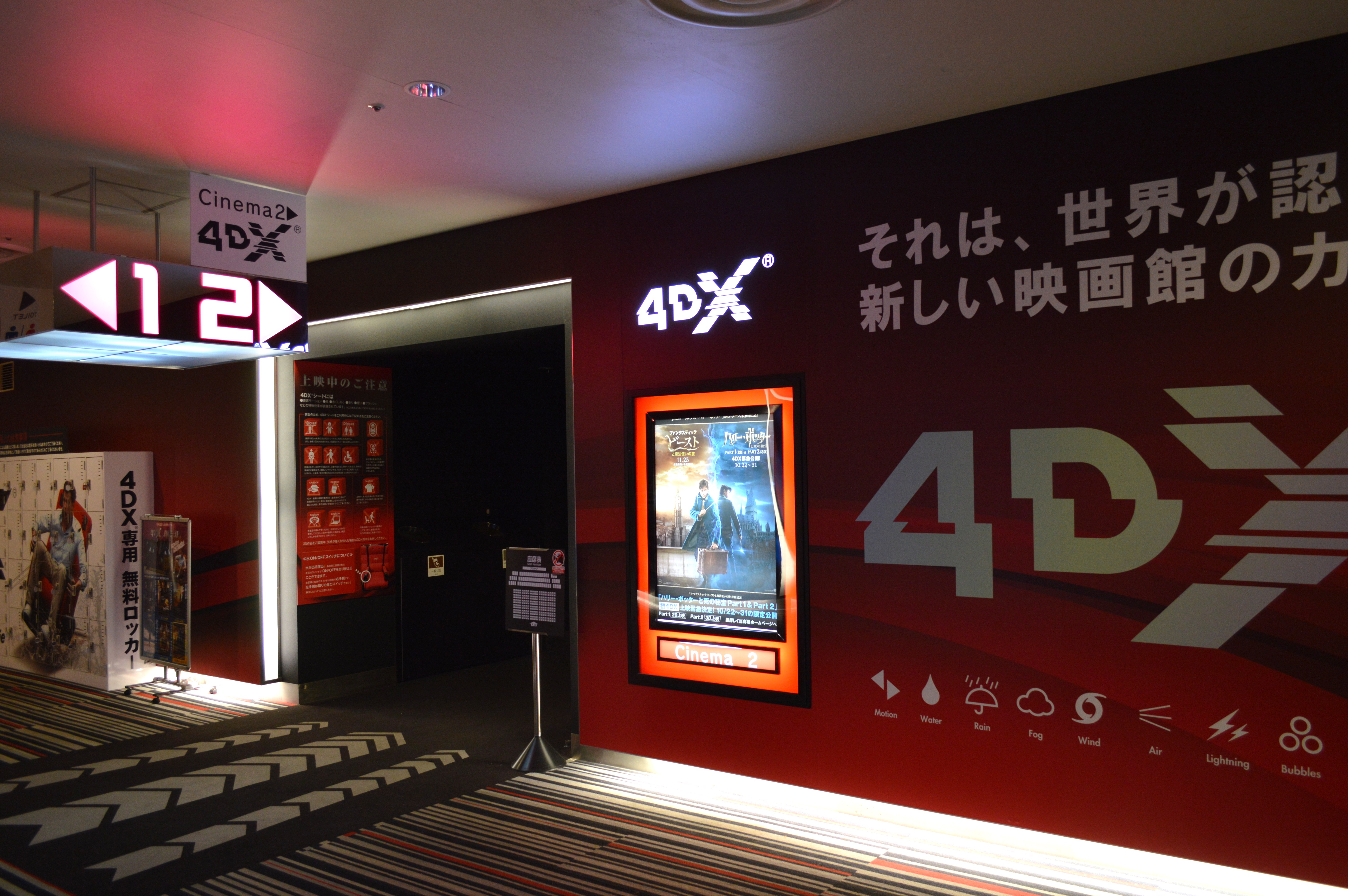
4DX tại rạp Korona Cinemas ở Anjō, Nhật Bản.
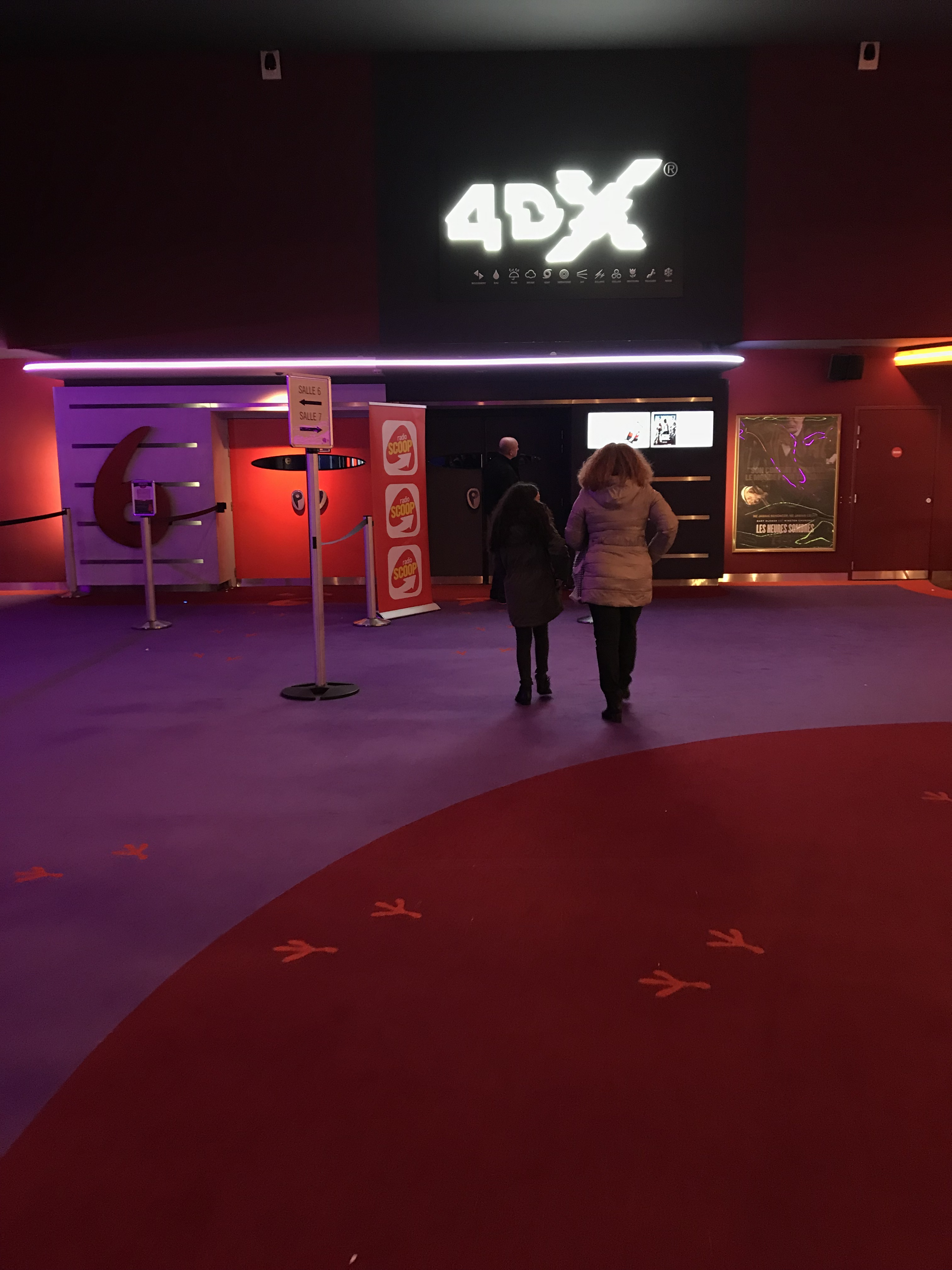
4DX tại Pathé Carré de Soie ở Lyon, Pháp.
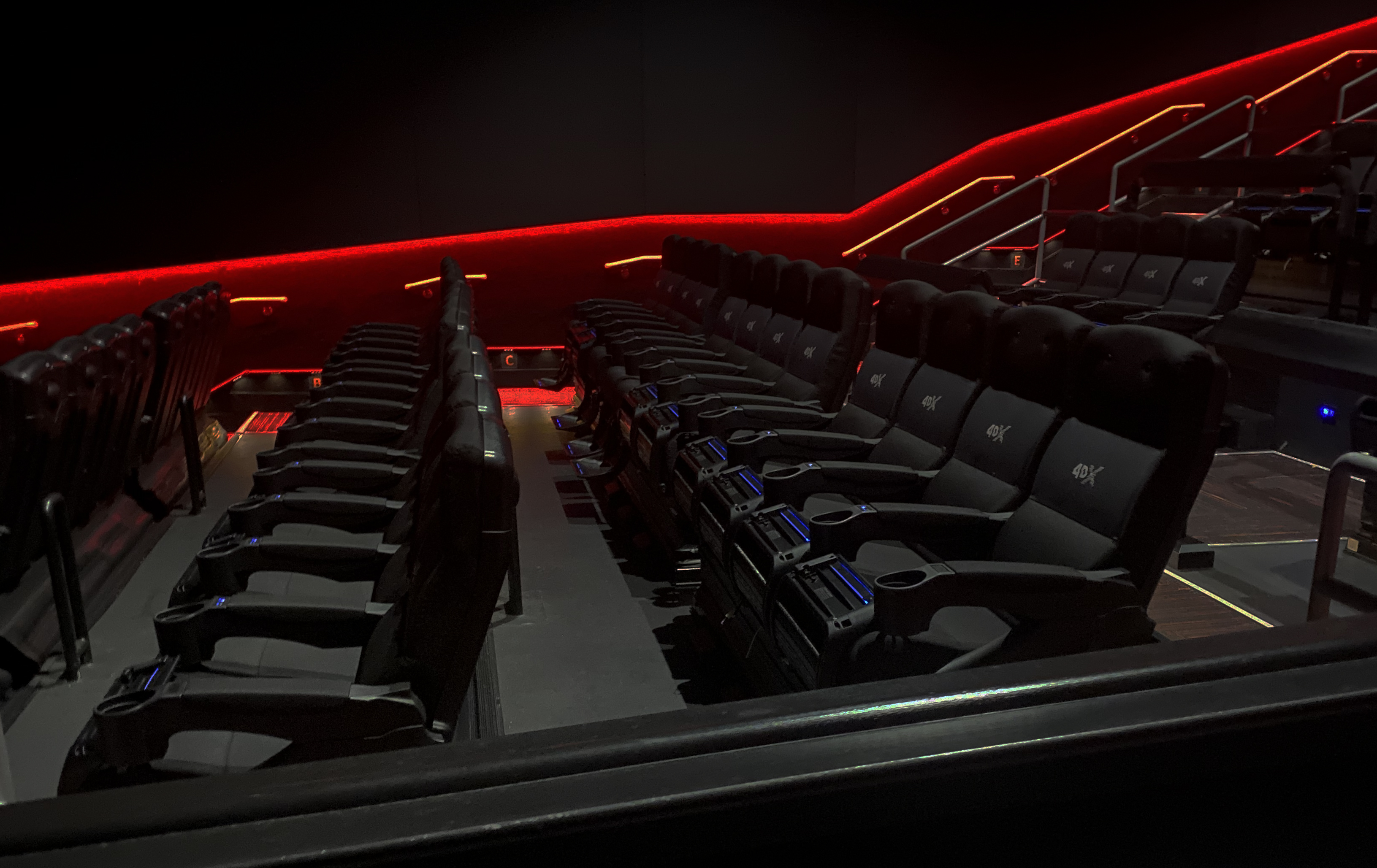
4D Venue tại Los Angeles, Hoa Kỳ.
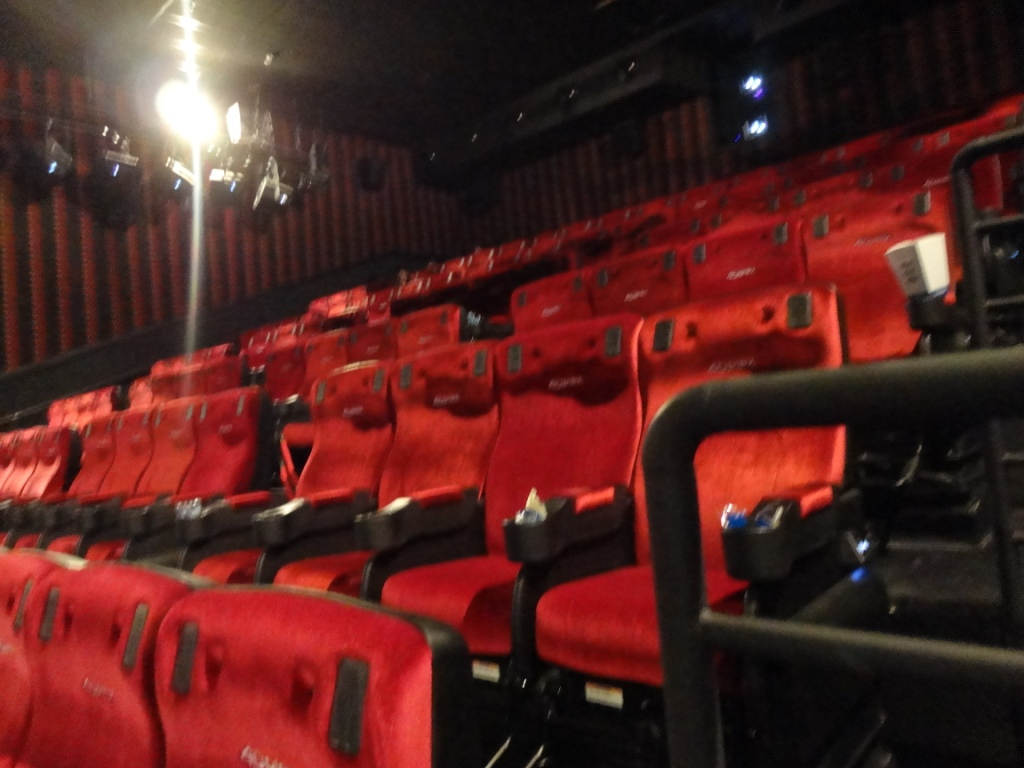
Rạp chiếu phim 4DX tại một trung tâm mua sắm ở Salvador, Brasil.